# Idaea debiliata
Idaea debiliata là một loài bướm đêm trong họ Geometridae.